# Damblainville
Damblainville est une commune française, située dans le département du Calvados en région Normandie, peuplée de 231 habitants (les Damblainvillais).

## Géographie
| Épaney       | Perrières (par un angle), Bernières-d'Ailly | Morteaux-Coulibœuf |
| Versainville | Damblainville                               | Morteaux-Coulibœuf |
| Eraines      | Eraines, Villy-lez-Falaise                  | Morteaux-Coulibœuf |

### Hydrographie
La commune est située dans le bassin Seine-Normandie. Elle est drainée par l'Ante et divers autres petits cours d'eau,.
L'Ante, d'une longueur de 20 km, prend sa source dans la commune de Martigny-sur-l'Ante et se jette  dans la Dives à Morteaux-Coulibœuf, après avoir traversé neuf communes. 

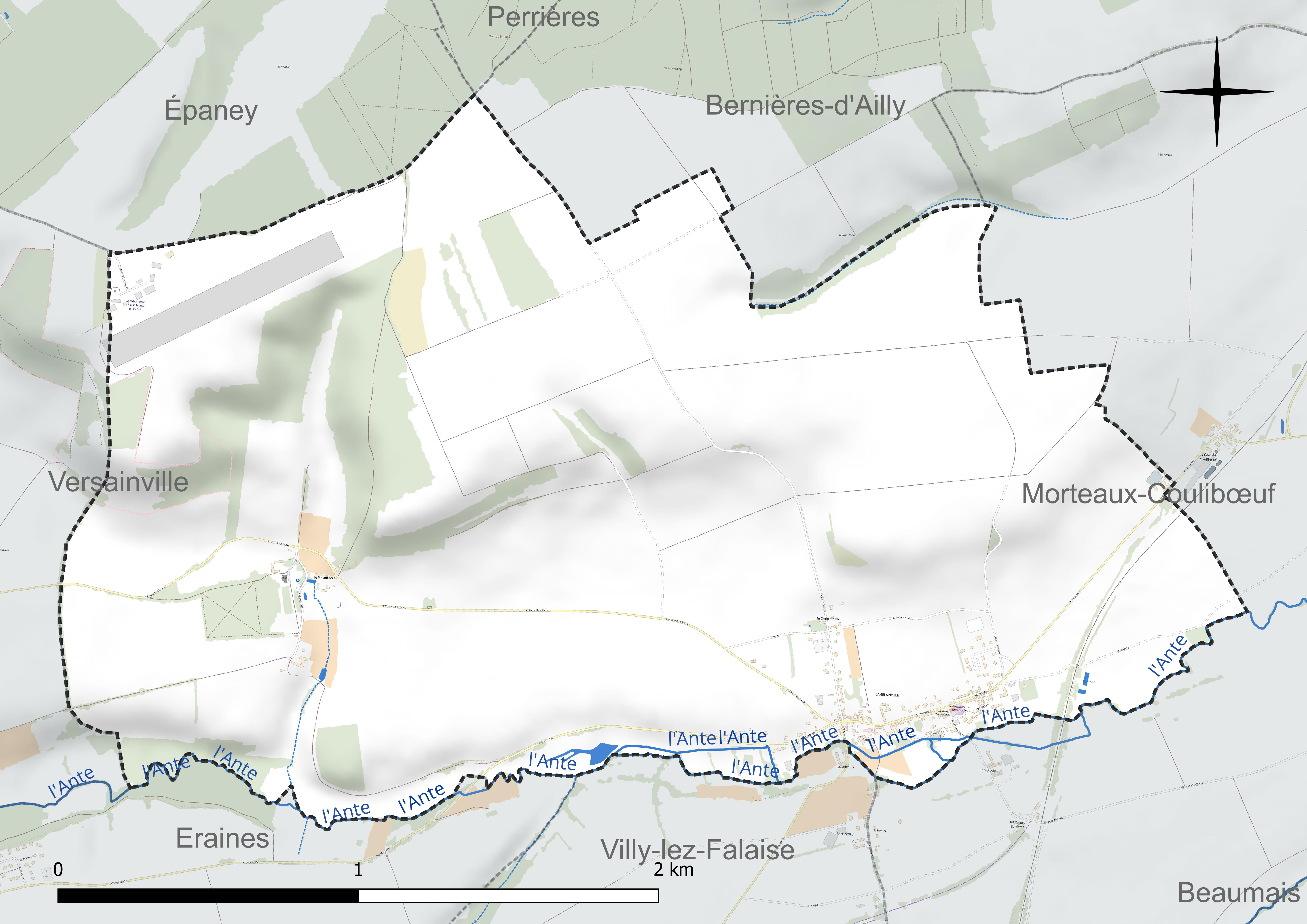
Réseau hydrographique de Damblainville.

### Climat
Pour des articles plus généraux, voir Climat de la Normandie et Climat du Calvados.
En 2010, le climat de la commune est de type climat océanique dégradé des plaines du Centre et du Nord, selon une étude du Centre national de la recherche scientifique s'appuyant sur une série de données couvrant la période 1971-2000. En 2020, Météo-France publie une typologie des climats de la France métropolitaine dans laquelle la commune est exposée à un climat océanique et est dans la région climatique  Normandie (Cotentin, Orne), caractérisée par une pluviométrie relativement élevée (850 mm/a) et un été frais (15,5 °C) et venté. 
Pour la période 1971-2000, la température annuelle moyenne est de 10,5 °C, avec une amplitude thermique annuelle de 12,5 °C. Le cumul annuel moyen de précipitations est de 691 mm, avec 11,5 jours de précipitations en janvier et 7,2 jours en juillet. Pour la période 1991-2020, la température moyenne annuelle observée sur la station météorologique installée sur la commune est de 11,6 °C et le cumul annuel moyen de précipitations est de 716,8 mm. Pour l'avenir, les paramètres climatiques de la commune estimés pour 2050 selon différents scénarios d'émission de gaz à effet de serre sont consultables sur un site dédié publié par Météo-France en novembre 2022.
| Mois                                  | jan.             | fév.          | mars          | avril         | mai            | juin          | jui.          | août          | sep.          | oct.            | nov.            | déc.          | année      |
| ------------------------------------- | ---------------- | ------------- | ------------- | ------------- | -------------- | ------------- | ------------- | ------------- | ------------- | --------------- | --------------- | ------------- | ---------- |
| Température minimale moyenne (°C)     | 2,5              | 2,7           | 4,2           | 5,9           | 8,8            | 11,6          | 13,3          | 13,6          | 11,5          | 9,1             | 5,7             | 3,2           | 7,7        |
| Température moyenne (°C)              | 5                | 5,7           | 7,9           | 10,4          | 13,4           | 16,5          | 18,5          | 18,6          | 16,2          | 12,6            | 8,5             | 5,8           | 11,6       |
| Température maximale moyenne (°C)     | 7,5              | 8,7           | 11,6          | 15            | 18,1           | 21,4          | 23,6          | 23,6          | 20,9          | 16,1            | 11,3            | 8,3           | 15,5       |
| Record de froid (°C) date du record   | −12,5 02.01.1997 | −9,9 11.02.12 | −6,5 13.03.13 | −2,5 01.04.13 | 0,6 07.05.1997 | 4,7 01.06.06  | 7,4 12.07.00  | 7,5 21.08.14  | 3,2 30.09.18  | −2,4 29.10.1997 | −5,5 22.11.1998 | −8 15.12.09   | −12,5 1997 |
| Record de chaleur (°C) date du record | 16,3 01.01.22    | 20,6 27.02.19 | 24,6 30.03.21 | 27,1 21.04.18 | 29,9 27.05.05  | 37,1 18.06.22 | 40,5 25.07.19 | 38,6 10.08.03 | 33,7 09.09.23 | 29,3 02.10.23   | 21,9 01.11.15   | 16,3 31.12.22 | 40,5 2019  |
| Précipitations (mm)                   | 63               | 53,2          | 53,5          | 52,7          | 61,9           | 52,9          | 48,3          | 57            | 49,8          | 72,8            | 70,7            | 81            | 716,8      |

| Diagramme climatique                                  |            |             |           |             |              |              |            |              |             |             |          |
| J                                                     | F          | M           | A         | M           | J            | J            | A          | S            | O           | N           | D        |
| 7,52,563                                              | 8,72,753,2 | 11,64,253,5 | 155,952,7 | 18,18,861,9 | 21,411,652,9 | 23,613,348,3 | 23,613,657 | 20,911,549,8 | 16,19,172,8 | 11,35,770,7 | 8,33,281 |
| Moyennes : • Temp. maxi et mini °C • Précipitation mm |            |             |           |             |              |              |            |              |             |             |          |

## Urbanisme

### Typologie
Au 1er janvier 2024, Damblainville est catégorisée commune rurale à habitat dispersé, selon la nouvelle grille communale de densité à 7 niveaux définie par l'Insee en 2022.
Elle est située hors unité urbaine. Par ailleurs la commune fait partie de l'aire d'attraction de Caen, dont elle est une commune de la couronne,. Cette aire, qui regroupe 296 communes, est catégorisée dans les aires de 200 000 à moins de 700 000 habitants,.

### Occupation des sols
L'occupation des sols de la commune, telle qu'elle ressort de la base de données européenne d'occupation biophysique des sols Corine Land Cover (CLC), est marquée par l'importance des territoires agricoles (87,6 % en 2018), en diminution par rapport à 1990 (88,6 %). La répartition détaillée en 2018 est la suivante : 
terres arables (77,7 %), prairies (9,4 %), forêts (7,5 %), zones urbanisées (4,6 %), zones agricoles hétérogènes (0,4 %), milieux à végétation arbustive et/ou herbacée (0,4 %). L'évolution de l'occupation des sols de la commune et de ses infrastructures peut être observée sur les différentes représentations cartographiques du territoire : la carte de Cassini (XVIIIe siècle), la carte d'état-major (1820-1866) et les cartes ou photos aériennes de l'IGN pour la période actuelle (1950 à aujourd'hui).

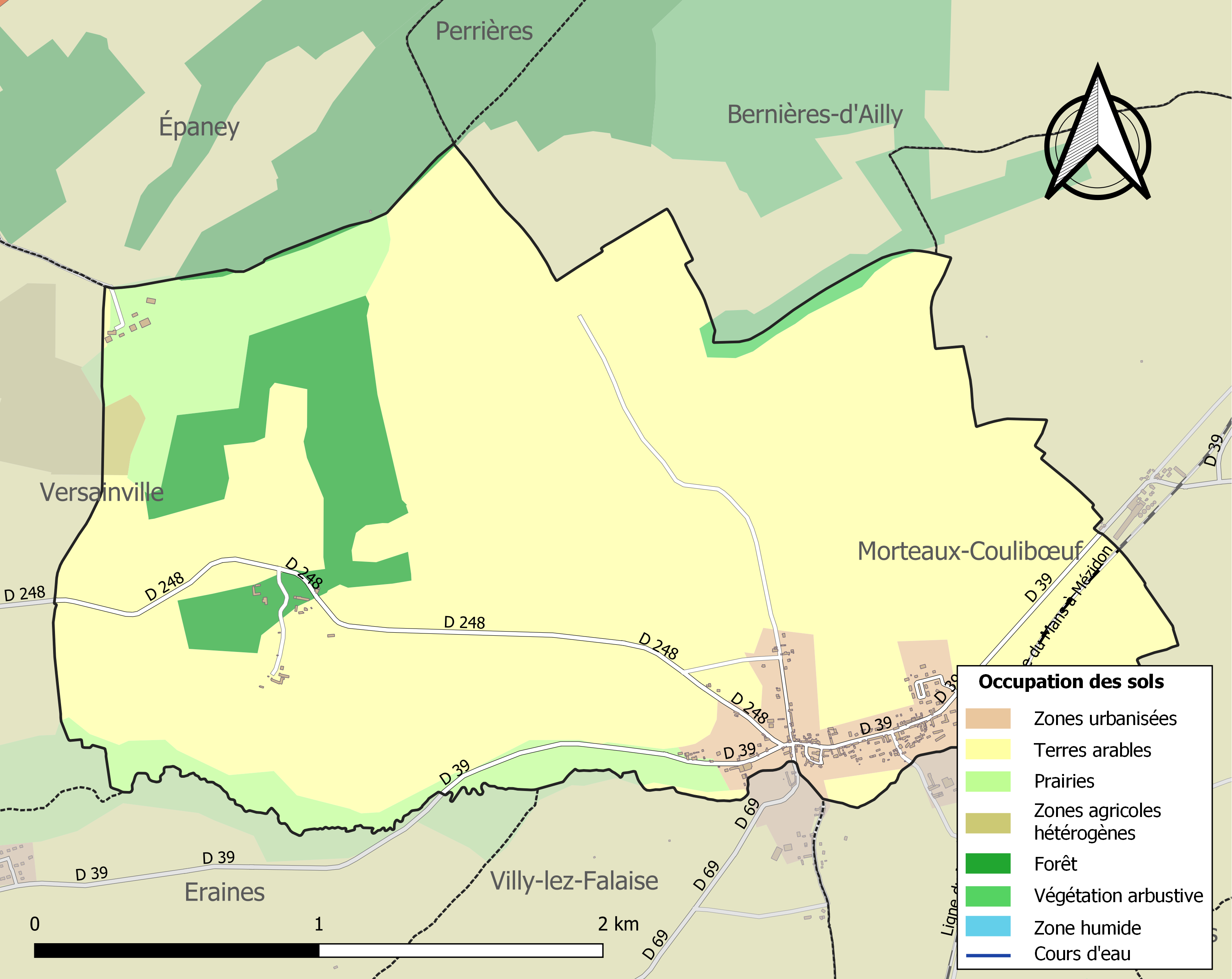
Carte des infrastructures et de l'occupation des sols de la commune en 2018 (CLC).

## Toponymie
Le nom d la localité est attesté sous les formes Dambleinvilla en 1088, Amblanivilla, Amblainvilla en 1128, Amblainville en 1453.

## Politique et administration
| Période                                  | Période    | Identité         | Étiquette | Qualité                              |
| ---------------------------------------- | ---------- | ---------------- | --------- | ------------------------------------ |
| avant 1995                               | juin 1995  | Raymond Berville |           |                                      |
| juin 1995                                | mars 2001  | Gaston Mabire    |           |                                      |
| mars 2001                                | mars 2008  | Pierre Cautrès   | SE        | Retraité de l'administration fiscale |
| mars 2008                                | avril 2008 | Didier Berville  | SE        | Technicien agricole                  |
| avril 2008                               | mars 2014  | Michel Lucas     | SE        | Plombier chauffagiste                |
| mars 2014                                | En cours   | Michel Caillouet | SE        | Chef d'exploitation                  |
| Les données manquantes sont à compléter. |            |                  |           |                                      |

Le conseil municipal est composé de onze membres dont le maire et deux adjoints.

## Démographie
L'évolution du nombre d'habitants est connue à travers les recensements de la population effectués dans la commune depuis 1793. Pour les communes de moins de 10 000 habitants, une enquête de recensement portant sur toute la population est réalisée tous les cinq ans, les populations de référence des années intermédiaires étant quant à elles estimées par interpolation ou extrapolation. Pour la commune, le premier recensement exhaustif entrant dans le cadre du nouveau dispositif a été réalisé en 2007.
En 2022, la commune comptait 231 habitants, en évolution de −2,53 % par rapport à 2016 (Calvados : +1,58 %, France hors Mayotte : +2,11 %).
Damblainville a compté jusqu'à 464 habitants en 1831. Elle est, d'après le recensement de 2009, la commune la moins peuplée du canton de Falaise-Sud.
| 1793 | 1800 | 1806 | 1821 | 1831 | 1836 | 1841 | 1846 | 1851 |
| ---- | ---- | ---- | ---- | ---- | ---- | ---- | ---- | ---- |
| 457  | 371  | 447  | 440  | 464  | 444  | 416  | 423  | 424  |

| 1856 | 1861 | 1866 | 1872 | 1876 | 1881 | 1886 | 1891 | 1896 |
| ---- | ---- | ---- | ---- | ---- | ---- | ---- | ---- | ---- |
| 414  | 447  | 426  | 394  | 352  | 342  | 344  | 346  | 302  |

| 1901 | 1906 | 1911 | 1921 | 1926 | 1931 | 1936 | 1946 | 1954 |
| ---- | ---- | ---- | ---- | ---- | ---- | ---- | ---- | ---- |
| 277  | 278  | 260  | 245  | 245  | 204  | 213  | 231  | 188  |

| 1962 | 1968 | 1975 | 1982 | 1990 | 1999 | 2006 | 2007 | 2012 |
| ---- | ---- | ---- | ---- | ---- | ---- | ---- | ---- | ---- |
| 165  | 171  | 230  | 220  | 193  | 189  | 208  | 211  | 225  |

| 2017 | 2022 | - | - | - | - | - | - | - |
| ---- | ---- | - | - | - | - | - | - | - |
| 241  | 231  | - | - | - | - | - | - | - |

## Lieux et monuments
- Église Saint-Pierre-et-Saint-Paul, en partie du XIe siècle.
- Château de Mesnil-Soleil, du XVIIIe siècle.
- Une partie des monts d'Éraines, site d'intérêt communautaire Natura 2000[21], est située sur la commune (coteau de Mesnil-Soleil[22], réserve naturelle nationale depuis 1981).

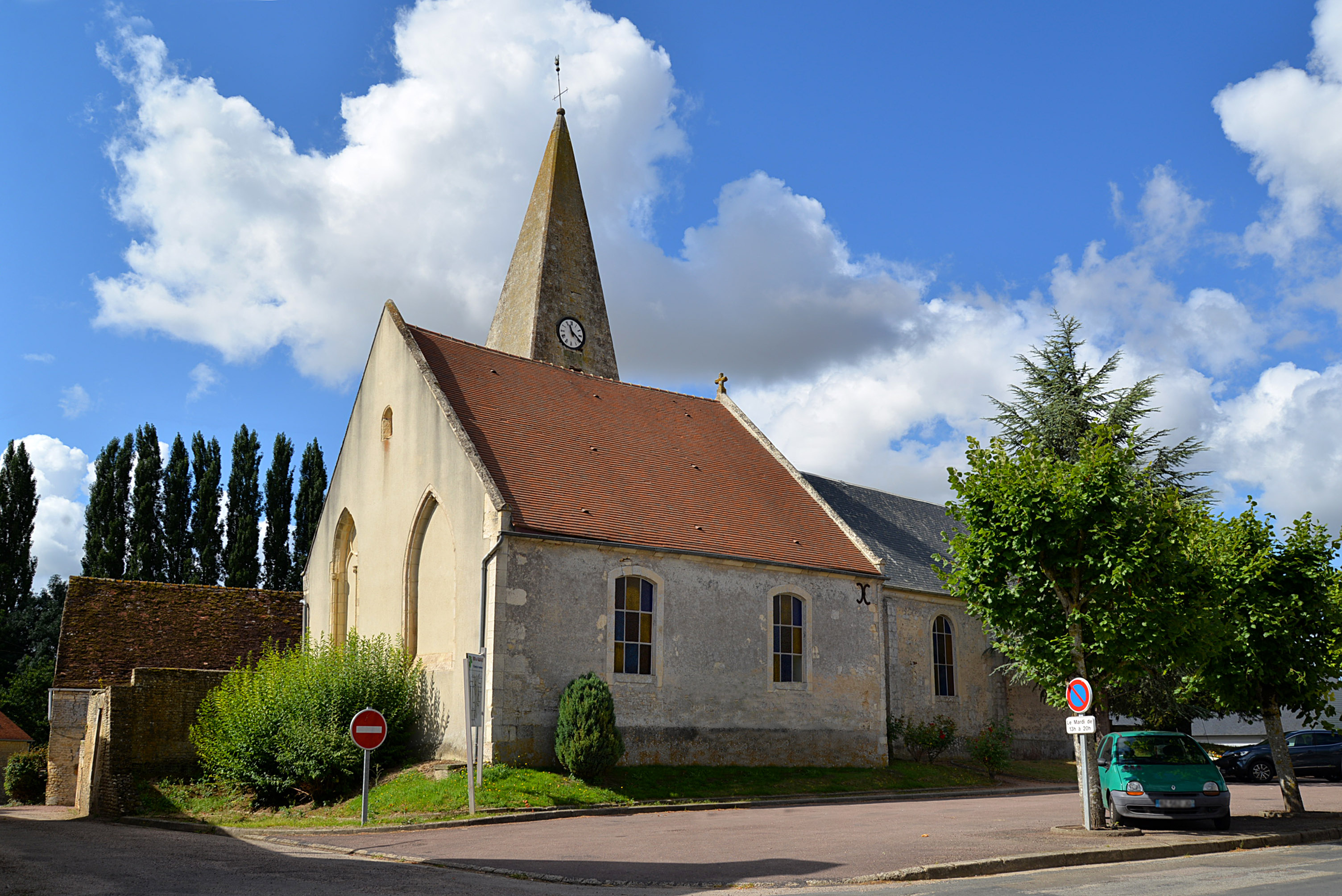
L'église Saint-Pierre-et-Saint-Paul. Vue nord-est.